# Guildhall, London

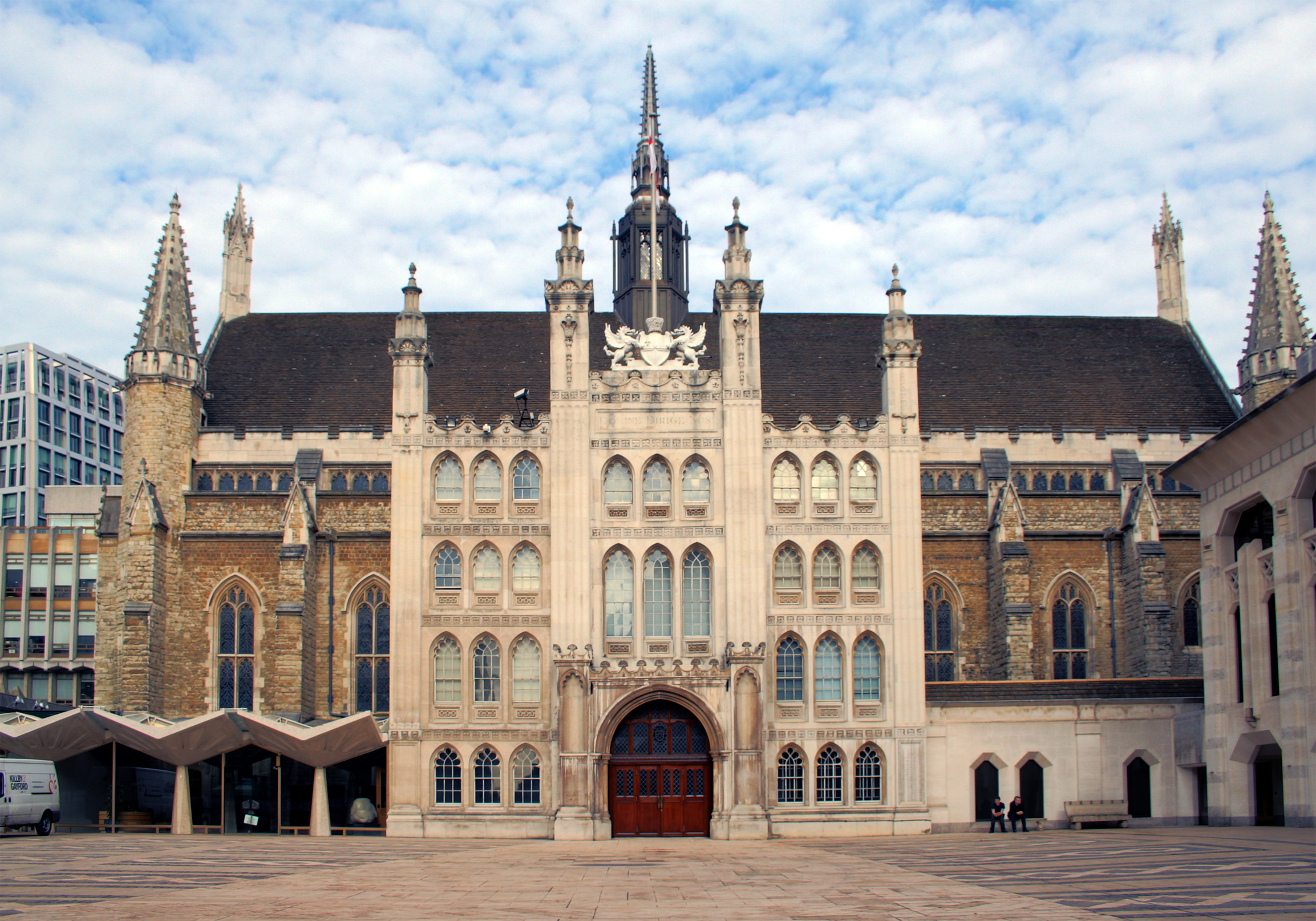
Guildhall, London

Guildhall är ett tidigare gilleshus beläget i City of London.
Byggnaden stammar från 1400-talet, men har flera gånger genomgått större ombyggnader, särskilt 1789. Den nuvarande fasaden tillkom på 1860-talet. I den stora, 50 meter långa salen, som rymmer 6 000-7 000 personer, hålls sedan 1801 festen vid Lord Mayorns ämbetstillträde, Lord Mayor's Show.